# Bog of Allen

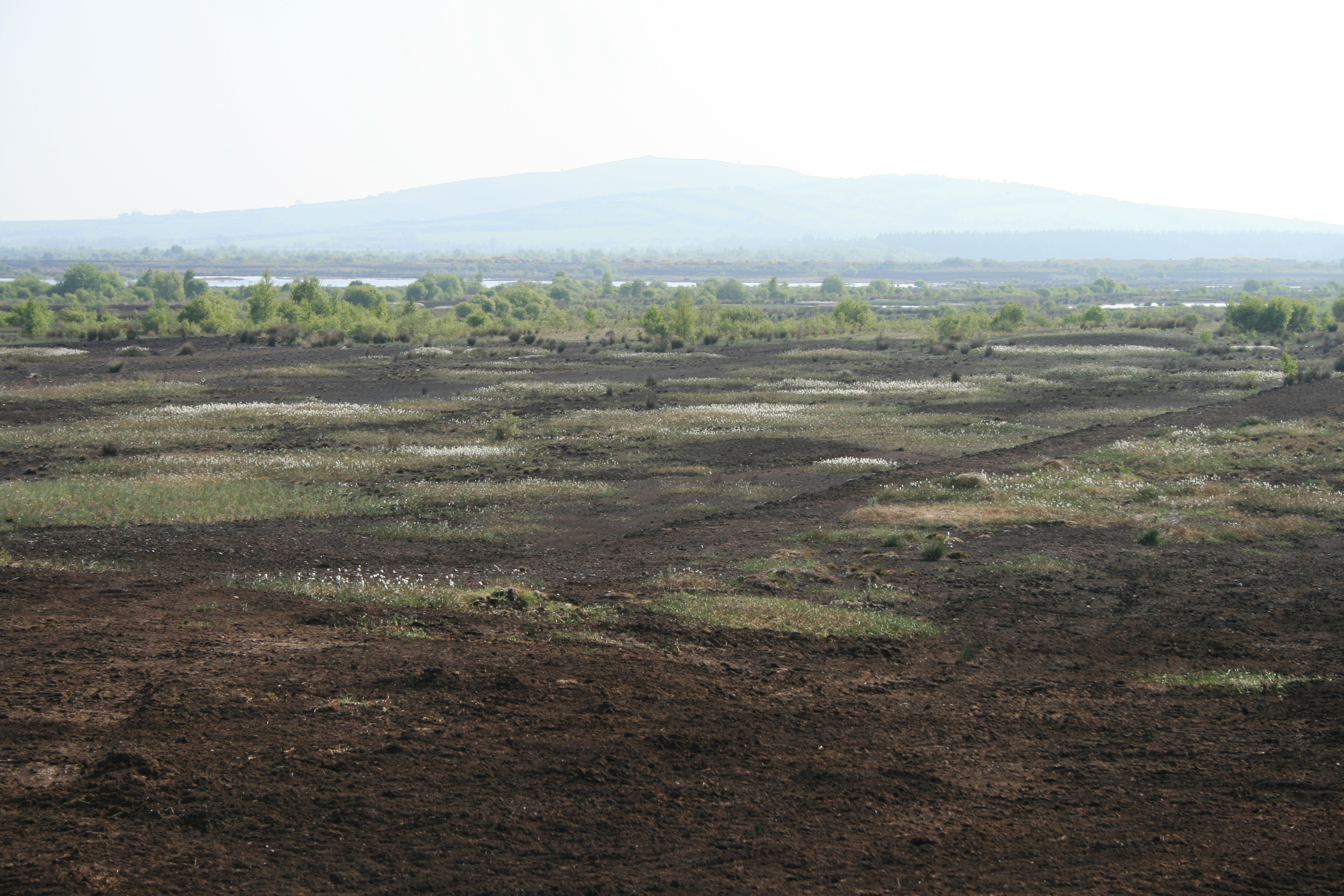
Bog of Allen

Bog of Allen (Móin Alúine en gaélique, tourbière de Allen en français) est une vaste tourbière dans le centre de l'Irlande, entre les rivières Liffey et Shannon.
L'Irish Peatland Conservation Council (Conseil de conservation des tourbières irlandaises en français) le cite comme « un domaine important de tourbières, tout autant important pour le patrimoine que le Livre de Kells ». Cependant, la tourbière est désormais en danger après des siècles d'exploitation agricole et les récentes changements climatiques. Des efforts sont en cours pour la sauver et préserver son fragile équilibre écologique. La tourbière s'étend sur 958 kilomètres carrés dans le comté d'Offaly, le comté de Kildare, le comté de Laois, et le comté de Westmeath. 
La tourbe est récoltée mécaniquement sur une grande superficie par Bord na Móna (entreprise irlandaise). 
La tourbière est traversée par deux canaux (Grand Canal et Royal Canal).